# Nelly Alard

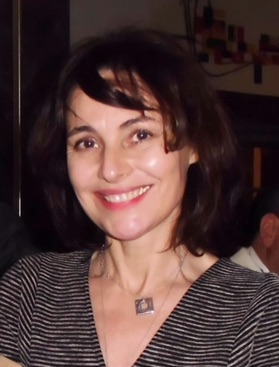
Nelly Alard

Nelly Alard (* 1960 in Frankreich) ist eine französische Schauspielerin, die im Film, im Theater und im Fernsehen gespielt hat. Sie ist ferner Drehbuch- und Buchautorin sowie Journalistin.

## Leben
Alard schloss 1985 in Paris die Schauspielschule Conservatoire national supérieur d’art dramatique ab. Bereits vorher und in den Folgejahren war sie Schauspielerin in Filmen und Fernsehstücken sowie am Theater, wo sie unter anderem unter der Regie von Andrei Serban, Jacues Lasalle und Jean-Pierre Miquel arbeitete.
In den Jahren von 1990 bis 1992 war Alard in den USA und drehte dort mit dem US-amerikanischen Regisseur Henry Jaglom zwei Spielfilme. Nachdem sie 1989 bereits das Drehbuch für den Spielfilm Thank You Satan mit Patrick Chesnais und Carole Laure in den Hauptrollen geschrieben hatte, war sie die Autorin für zwei Drehbücher der TV-Erotikserie Red Shoe Diaries und zwar 1994 für die Folge The Psychiatrist und für Four on the Floor des Jahres 1996. Die Serie beförderte die Karriere von David Duchovny.
Nach Alards Rückkehr aus den USA im Jahr 1994 studierte sie ein Jahr lang an der École nationale supérieure des beaux-arts de Paris und schloss dort mit dem Magisterexamen im Fach Multimedia ab. Im folgenden Jahr produzierte sie in Koproduktion mit dem Wochenblatt Télérama eine CD-Rom anlässlich des 50. Jahrestags der Internationalen Filmfestspiele von Cannes. Von 1998 bis 2006 war sie für Télérama tätig, zuletzt ab 2004 als Direktorin. Sie war dort für die Entwicklung des Internetauftritts des Blattes zuständig.
Alard war ab den 1980er Jahren neben allen anderen Tätigkeiten auch als Schauspielerin in Filmen, am Theater und im Fernsehen tätig und schrieb zwei preisgekrönte Romane. Des Weiteren entstand in den USA ein Dokumentarfilm On the Tracks of a Filmmaker und ein Theaterstück La Comtesse de Hohenembs.

## Filmografie (Auswahl)
Als Darstellerin
- 1983: Das Leben ist ein Roman (La vie est un roman)
- 1990: Eating: A Very Serious Comedy about Women and Food
- 1992: Venice, Venice (Venice/Venice)
- 1995: Nestor Burmas Abenteuer in Paris (TV-Serie, Folge Les eaux troubles de Javel)
- 1996: Lügen der Liebe (L’appartement)
- 1996/2010: Le juge est une femme (TV-Serie, zwei Folgen)
- 1998: Le choix d’une mère (TV-Film)
- 2001: Kommissar Moulin (Commissaire Moulin, TV-Serie, eine Folge)
- 2004: Julie Lescaut (TV-Serie, Folge 13x7 Le mauvais fils)
- 2010: 1788 et demi (TV-Serie, drei Folgen)
- 2012: Crime Scene Riviera (Section de recherches, TV-Serie, eine Folge)

Als Drehbuchautorin
- 1989: Thank you Satan
- 1994: Red Shoe Diaries (TV-Serie, Folge The Psychiatrist)
- 1996: Red Shoe Diaries (TV-Serie, Folge Four on the Floor)
- 2018–2020: Un si grand soleil (TV-Serie, 14 Folgen)

## Theater
- 1983: Le Mâitre et Marguerite von Michail Bulgakov, Théâtre de la Ville, Paris, Regie: Andrei Serban
- 1988: Amphitryon von Molière, Théâtre national de Strasbourg, Straßburg, Regie: Jacques Lasalle
- 1994: La Guerre de Troie n'aura pas lieu von Jean Giraudoux, Festival de Perpignan, Regie: Francis Huster

## Veröffentlichungen
- 2011: Le Crieur de nuit. Éditions Gallimard, Collection Blanche. Paris, ISBN 978-2-07-012911-9.
- 2013: Moment d’un couple. Éditions Gallimard, Collection Blanche. Paris, ISBN 978-2-07-014195-1.[1]

## Auszeichnungen
- 2010: Prix Roger-Nimier für ihr Buch Le Crieur de nuit
- 2013: Prix Interallié für ihr Buch Moment d’un couple